# 國立羅馬尼亞藝術博物館
國立羅馬尼亞藝術博物館（羅馬尼亞語：Muzeul Național de Artă al României）是位於布加勒斯特市中心革命廣場的一座美術館。在歷史上曾是羅馬尼亞王國的王宮，竣工於1937年。國立羅馬尼亞藝術博物館收藏有中世紀和現代藝術的收藏品，以及羅馬尼亞王室的藏品。

## 外部連結
- Official site of the museum（页面存档备份，存于） (Romanian, English, French)

44°26′24.58″N 26°5′43.92″E / 44.4401611°N 26.0955333°E